# Маундвілл (Міссурі)
Маундвілл (англ. Moundville) — селище (англ. village) в США, в окрузі Вернон штату Міссурі. Населення — 78 осіб (2020).

## Географія
Маундвілл розташований за координатами 37°45′53″ пн. ш. 94°27′3″ зх. д. / 37.76472° пн. ш. 94.45083° зх. д. (37.764683, -94.450947).  За даними Бюро перепису населення США в 2010 році селище мало площу 0,42 км², уся площа — суходіл.

## Демографія
Згідно з переписом 2010 року, у місті мешкали 124 особи в 49 домогосподарствах у складі 35 родин. Густота населення становила 295 осіб/км².  Було 57 помешкань (136/км²).
Расовий склад населення:
| - 97,6 % — білих |

До двох чи більше рас належало 1,6 %. Частка іспаномовних становила 2,4 % від усіх жителів.
За віковим діапазоном населення розподілялося таким чином: 24,2 % — особи молодші 18 років, 58,1 % — особи у віці 18—64 років, 17,7 % — особи у віці 65 років та старші. Медіана віку мешканця становила 40,0 року. На 100 осіб жіночої статі у місті припадало 117,5 чоловіків;  на 100 жінок у віці від 18 років та старших — 113,6 чоловіків також старших 18 років.
За межею бідності перебувало 11,4 % осіб, у тому числі 53,8 % дітей у віці до 18 років та 2,5 % осіб у віці 65 років та старших.
Цивільне працевлаштоване населення становило 64 особи. Основні галузі зайнятості: освіта, охорона здоров'я та соціальна допомога — 34,4 %, виробництво — 17,2 %, роздрібна торгівля — 15,6 %.